# Diocèse de Peoria
Le diocèse de Peoria est un territoire ecclésiastique de l'Église catholique aux États-Unis. Ce diocèse est suffragant de l'archidiocèse de Chicago dans l'Illinois dont il recoupe la partie centrale. Son siège est à la cathédrale Sainte-Marie-de-l'Immaculée-Conception de Peoria, et il est tenu par Mgr Louis Tylka (en), depuis 2022.

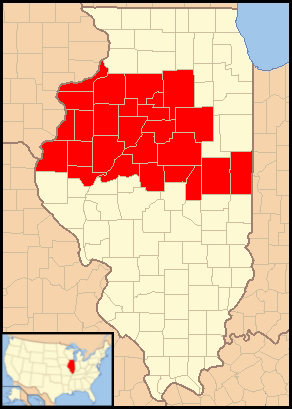
Territoire du diocèse.

## Histoire
Le diocèse de Peoria est érigé canoniquement le 12 février 1875 sous le pontificat du bienheureux Pie IX, recevant son territoire du diocèse de Chicago. Son territoire avait été parcouru dès le deuxième tiers du XVIIe siècle par les Français du Canada, comme le père Marquette, fameux jésuite explorateur qui fait halte en 1673 dans un campement indien du nom de Peoria. Cavelier de La Salle et Tonti bâtissent à l'hiver 1679-1680 le fort Crèvecœur de l'autre côté de la rivière Illinois afin d'explorer avec leurs compagnons le pays des Illinois. Une première messe est célébrée par les récollets le 5 janvier 1680. 
Les missionnaires se succèdent plus tard, mais il faut attendre le début du XIXe siècle pour qu'une église en pierre soit construite à Kickapoo, à une dizaine de kilomètres de Peoria. C'est en 1846 qu'est construite l'église Sainte-Marie de Peoria. La région est colonisée par des immigrés irlandais venus travailler au percement du canal Illinois et Michigan; mais, après la faillite de la compagnie contractante, ils reçoivent en compensation de leurs salaires impayés des terres à défricher. 
Ils sont suivis par des fermiers venus d'Allemagne, ensuite par des paysans et ouvriers d'Europe centrale : Slovaques, Croates, Polonais, puis par des Italiens au tournant du XIXe siècle et du XXe qui travaillent dans les mines de charbon. Ceux-ci se regroupent le plus souvent en paroisses autour de prêtres de la même origine et de la même langue, l'assimilation avec l'apprentissage de l'anglais se faisant par l'école à la deuxième génération. Même si les offices sont universellement célébrés en latin, les prêches, l'enseignement religieux et le catéchisme devaient être prononcés et enseignés dans la langue majoritaire des paroissiens avant de progressivement passer à l'anglais. Mgr Spalding (1840-1916) est le premier évêque du diocèse (de 1876 à 1908) et le fondateur de l'Université catholique d'Amérique.
La cause de béatification de Mgr Fulton Sheen (1895-1979) a été ouverte dans le diocèse de Peoria en 2002 par Mgr Jenky.

## Enseignement
Le diocèse possède en 2019 trente-et-une écoles élémentaires et sept établissements d'enseignement secondaire : les Alleman High School (à Rock Island), Central Catholic High School (à Bloomington), Marquette High School (à Ottawa), Peoria Notre Dame High School (à Peoria), St. Bede Academy (à Peru), St. Thomas More High School (à Champaign) et la Schlarman Academy (à Danville).

## Ordinaires
- John Spalding (1876–1908)
- Edmund Dunne (1909–1929)
- Joseph Schlarman (1930–1951)
- William Cousins (1952–1958), nommé archevêque de Milwaukee
- John Baptist Franz (1959–1971)
- Edward William O'Rourke (1971–1990)
- John Joseph Myers (1990–2001), nommé archevêque de Newark
- Daniel Jenky, C.S.C. (depuis 2002)
  - Louis Tylka (en), évêque coadjuteur (2020–2022)
- Louis Tylka (depuis le 3 mars 2022- )

## Statistiques
En 1970, le diocèse comprenait 222.200 baptisés catholiques pour une population se chiffrant à 1.434.248 d'habitants (15,5% du total) et disposant de 383 prêtres (261 séculiers et 122 réguliers), 154 religieux, et 940 religieuses dans 170 paroisses.
En l'an 2000, le diocèse comprenait 240.680 baptisés catholiques pour une population se chiffrant à 1.447.418 habitants (16,6% du total) et disposant de 264 prêtres (216 séculiers et 48 réguliers), 94 diacres permanents (les premiers diacres permanents sont ordonnés dans ce diocèse en 1980), 56 religieux, et 292 religieuses dans 165 paroisses. L'effondrement des vocations féminines apostoliques est ici constant depuis la fin des années 1960 (il y avait 1 400 religieuses en 1950 pour un peu moins de 150 000 baptisés), comme dans le reste du pays. Ce n'est qu'au début du XXIe siècle que le nombre de baptêmes catholiques diminue dans ce diocèse, certains anciens fidèles se tournant vers d'autres religions ou ne faisant plus baptiser leurs enfants. 
En 2016, le diocèse comprenait 188.420 baptisés pour une population se chiffrant à 1.899.308 habitants (9,9% du total) et disposant de 209 prêtres (182 séculiers et 27 réguliers), 141 diacres permanents, 34 religieux et 181 religieuses dans 162 paroisses.